# 布蘭登·瓊斯
布蘭登·瓊斯（英語：Brandon Jones，1988年5月7日—）是美國的一位演員、音樂人和製作人。他最著名的作品是福克斯電視台電視劇別對我說謊和CBS電視劇CSI犯罪現場。

## 外部連結
- 布蘭登·瓊斯在互联网电影资料库（IMDb）上的資料（英文）